# Carlos Rein Segura
Carlos Rein Segura (Málaga, 18 de julio de 1897-Madrid, 11 de febrero de 1992) fue un ingeniero agrónomo y político español. Militante falangista, al comienzo de la Guerra Civil estuvo encarcelado. Durante la dictadura franquista ejerció como ministro de Agricultura y como procurador en Cortes. También llegó a desempeñar diversos cargos en empresas del sector privado.

## Biografía
Nacido en Málaga el 18 de julio de 1897, procedía de una familia de la alta burguesía mercantil. Estudió ingeniero agrónomo e ingresó en la Administración, quedando encuadrado del Cuerpo Nacional de Ingenieros Agrónomos del Ministerio de Hacienda.
Desempeñó funciones en la Junta de Colonización y Repoblación Interior, prestando su servicio en las colonias agrícolas del Galeón, en Cazalla de la Sierra y Cañamero. En la primera localidad fue nombrado alcalde durante la dictadura de Primo de Rivera. Posteriormente desempeñó otro puesto político, el de presidente del Comité Paritario de Carta y Descarga del puerto de Málaga. Tras caer el dictador, fue agregado a la Sección Agronómica de Málaga, pasando ese mismo año de 1929 a director del Centro de Fermentación de Tabaco de Málaga. Su trayectoria laboral ya estaría muy relacionada con este cultivo.
Durante el periodo republicano, adoptó una posición discreta en materia política. Intervino como interventor en las elecciones de 1931 y en las de 1936 apoyando a las fuerzas de derecha. Se afilió a Falange Española de las JONS, manteniendo constante contacto con sus dirigentes. 

### Guerra Civil
En el verano de 1936, al estallar la Guerra Civil, fue depuesto de su cargo, detenido y encarcelado en el barco prisión Marqués de Chávarri. Permaneció recluido hasto el 8 de febrero de 1937, cuando la ciudad de Málaga fue conquistada por el ejército franquista. La intervención del cónsul de México en Málaga, interesándose por su situación y la de otros presos políticos, permitió demorar la vista de su causa y probablemente salvó su vida. Las nuevas autoridades le nombraron gestor del primer Ayuntamiento, presidente de la Cámara Oficial Agrícola y en mayo de 1938 delegado provincial sindical en la provincial, puesto en el que se mantuvo hasta mayo de 1941. 

### Dictadura franquista
Era un falangista del círculo de José Luis Arrese. Nombrado ingeniero director de Cultivo y Fermentación de Tabaco, trasladó su residencia a Madrid. Una vez en la capital, fue elegido miembro de la secretaría política de la Secretaría General del partido único y en noviembre de 1941, nombrado vicesecretario nacional de Ordenación Económica de la Delegación Nacional de Sindicatos. Ya en el Ministerio de Agricultura, fue director del Sindicato Nacional de Cultivo de Tabaco, director general de Abastecimientos y Transportes, secretario general técnico y subsecretario de Agricultura.
El 20 de julio de 1945 fue nombrado ministro de Agricultura. Durante su mandato destaca la Ley de 27 de abril de 1946 que regulaba la expropiación de fincas rústicas por interés social y la Ley de 21 de abril de 1949 que impulsaba la colonización y distribución de la propiedad en las zonas regables. Asimismo, impulsó el Instituto de Biología Animal y se creó el Instituto de Inseminación Artificial Ganadera. Durante estos años también entraron en servicio las primeras unidades de la Red Nacional de Silos y Graneros cuya construcción promovía el Servicio Nacional del Trigo (SNT).
Tras su etapa ministerial, ejerció otros cargos en la Administración. Así volvió a ser responsable de Servicio Nacional del Cultivo de Tabaco. Fue procurador en Cortes en razón a sus cargos, entre el 16 de marzo de 1943 y el 14 de abril de 1958 y por designación del Jefe del Estado entre el 31 de mayo de 1961 y 11 de noviembre de 1967.
Su trayectoria laboral finalizó en la empresa privada. Fue vicepresidente de Industrial Cervecera Sevillana. Mantuvo su relación con el mundo del tabaco, primero como vicepresidente en Tabacalera en representación del capital público en el periodo 1971-1973 y luego en el mismo puesto, representando al capital privado hasta 1979. También estuvo ligado a John Deere Ibérica, siendo nombrado en mayo de 1974 presidente de honor. Durante esta época, también fue presidente del Consejo General de Colegios de Ingenieros Técnicos Agrícolas y Peritos Agrícolas del Estado. Así mismo fue consejero de los bancos Urquijo, Rural y Mediterráneo, Occidental y Exterior.
Siempre estuvo muy unido a su ciudad de origen y así en 1958 impulsó la creación de la Casa de Málaga en Madrid

## Distinciones
Contaba con numerosas condecoraciones. Así, en relación con la Guerra Civil, la Medalla de Sufrimientos por la Patria y Medalla de Campaña en la Retaguardia. Relacionadas con su actividad política y profesional se le concedió la gran cruz de la Orden de Carlos III, la gran cruz de la Orden de Isabel la Católica, la medalla al Mérito Agrícola y al Mérito Civil. De carácter internacional, la Orden del Libertador San Martín de la República Argentina y la Orden de Boyacá de Colombia.

## Obras
- La electrificación agrícola y sus posibilidades: Conferencia pronunciada en el Círculo de la Unión Mercantil de Madrid (1945).